# Elmhurst (Illinois)
Elmhurst is een plaats (city) in de Amerikaanse staat Illinois, en valt bestuurlijk gezien onder Cook County en DuPage County.

## Demografie
Bij de volkstelling in 2000 werd het aantal inwoners vastgesteld op 42.762. In 2006 is het aantal inwoners door het United States Census Bureau geschat op 45.203, een stijging van 2441 (5,7%).

## Geografie
Volgens het United States Census Bureau beslaat de plaats een oppervlakte van 26,6 km², geheel bestaande uit land. Elmhurst ligt op ongeveer 212 m boven zeeniveau.

## Plaatsen in de nabije omgeving
De onderstaande figuur toont nabijgelegen plaatsen in een straal van 8 km rond Elmhurst.

## Geboren
- Lindy Remigino (1931-2018), atleet
- Fred Lorenzen (1934-2024), autocoureur
- Nancy Reno (1965), beachvolleyballer
- Mike Allemana (1969), jazzgitarist en -componist
- Senta Moses (1973), actrice
- Tom Tallitsch (1974), jazzsaxofonist, -componist, muziekpedagoog en pianoleraar en jazz radiopresentator
- Rachel Melvin (1985), actrice